# فرانسیس برنز
فرانسیس برنز (انگلیسی: Francis Burns؛ زادهٔ ۱۷ اکتبر ۱۹۴۸) یک بازیکن فوتبال اهل اسکاتلند است.

## باشگاهی
از باشگاه‌هایی که در آن بازی کرده‌است می‌توان به باشگاه فوتبال پرستون نورث اند، باشگاه فوتبال ساوت‌همپتون، باشگاه فوتبال شامروک روورز، و باشگاه فوتبال منچستر یونایتد اشاره کرد.